# 巨大娘

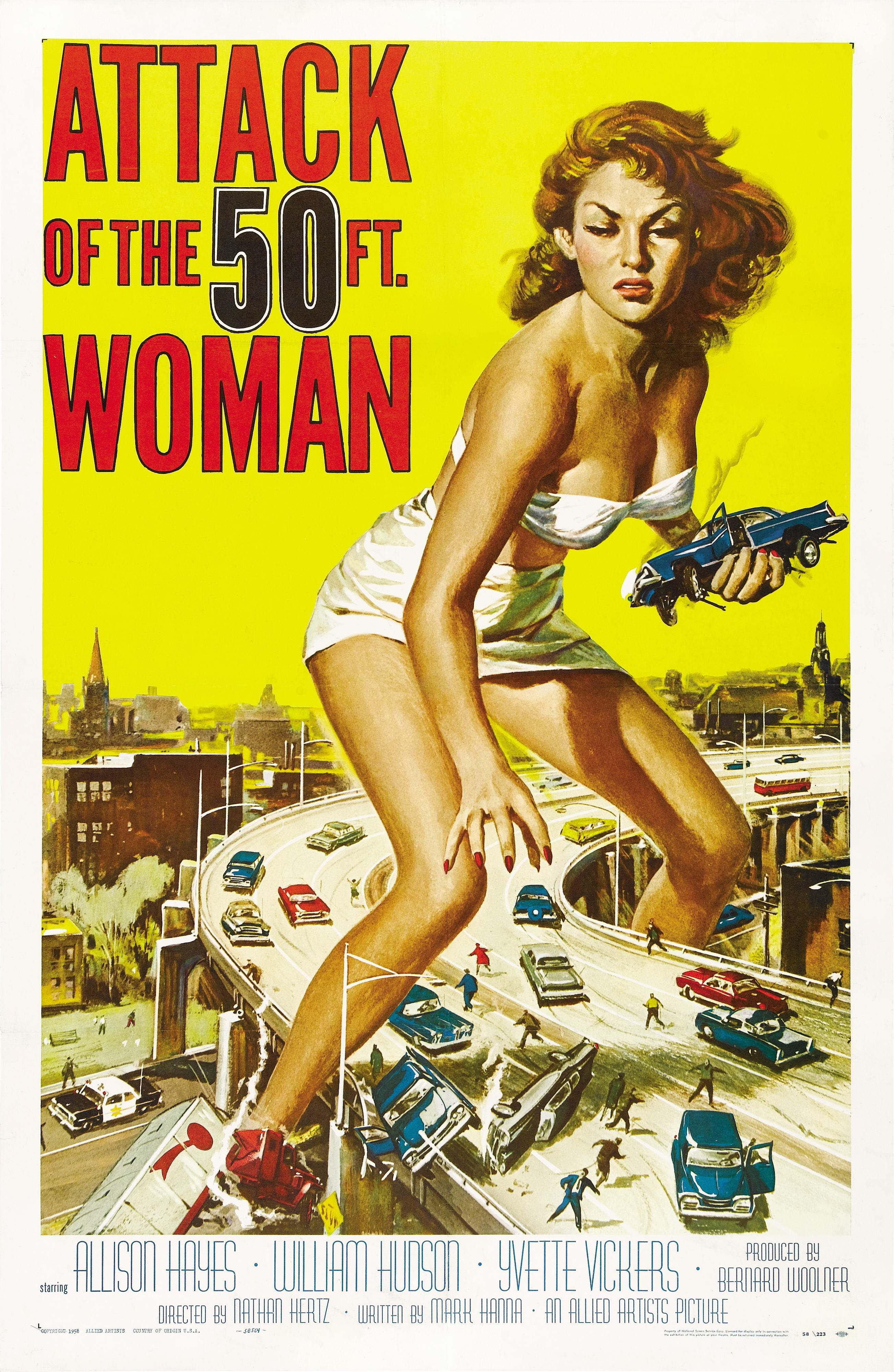
『妖怪巨大女』のポスター

巨大娘（きょだいむすめ、英：Giantess）は、女性の巨人を指す俗称。場合によっては、巨大女と呼称されることもある。英語圏のGiantessの訳語である。英語ではしばしばGTSと略される。その定義は、大別して高層ビルに匹敵する現実では有り得ないほど巨大な体躯を持つ明らかにフィクション上でしか存在しない女性と、身長180センチから2メートル強程度の実在する（或いは、その可能性が高い）「長身」の女性に分けられる。本項では、前者について記述する。

## 巨大な女性像

### 神話・伝説上の巨大な女性像
エジプト神話では天はヌトという女神であり、夕方になると太陽を飲み込み、朝になると太ももの間から昼の世界へと送り出す。
ギリシャ神話の大地の象徴である女神ガイアは、全ての神々の母であり巨大な体躯を持っている。ガイアは自分の子供でもあるウーラノスとの間に子を成すが、この子らは皆巨人でありティターンと呼ばれている。また北欧神話では霜の巨人・ヨートゥン族として男女を問わず巨人が登場する。これらの神話以外でも世界創世記の伝承に見られる女巨人は、世界誕生と深く関わりを持つ。

### ガリヴァー旅行記における巨大な女性像
18世紀前半に刊行されたジョナサン・スウィフト「ガリヴァー旅行記」の第二篇・ブロブディンナグ国渡航記では、それまでの伝承とは全く異なる巨大な女性像が描かれた。巨人国・ブロブディンナグの王妃や女官たちがガリヴァーに対して取った粗野で下品な言動や行動は、原作者の異性に対する不信感・嫌悪感を表したものだとされている。

### 20世紀後半のアメリカにおける巨大な女性像
1958年に公開されたアメリカ映画「妖怪巨大女」（原題: Attack of the 50 Foot Woman）は、巨大な女性像が登場するフィクションにおけるエポックメイキング的な作品である。主人公・ナンシーがUFOによって訳もわからず巨大化させられ、最初は戸惑いつつもその巨大な体躯で浮気性の夫に対して復讐すると言うストーリーの本作は観衆に強いインパクトを与え、1993年にダリル・ハンナ主演でリメイクされたのを始めパロディも多数製作された。
アメリカンコミックでは「フェムフォース」（AC COMICS）のガルガンタを始め、巨大化して闘うヒロインが1990年代から多数登場している。

## 巨大娘と「萌え」
日本では「ウルトラマン」第33話「禁じられた言葉」におけるフジ隊員の巨大化や「あばしり一家」（永井豪）の極悪人ハンター・法印大子など特撮・漫画・アニメを始め多数のフィクションで巨大娘が登場している。日本でもアメリカンコミックのような「闘う巨大娘」の描写は存在し、近年ではストレートに「闘う巨大娘」をテーマとするアニメ「UG☆アルティメットガール」も登場している。
他にも｢巨大娘｣をメインとした作品として｢ジャイアントお嬢様｣や｢ちえりの恋は8メートル｣等増えつつある。

## 類似パターン
相対的に普通のサイズの女性が巨大娘として扱われることもある。ドラえもん のび太の宇宙小戦争では、人間より小さな宇宙人の星でしずかが元のサイズに戻り、相対的に巨大娘となる。こちらは、どちらかというとシュリンカーに近い。
また、南くんの恋人、BLEACH読み切り版、やぶうち優の読み切り、姫ちゃんのリボンの一エピソード、カードキャプターさくらの一エピソード等々などで「相対的に女性より巨大な男性」の描写もある。

## 巨大娘が登場する主な作品

### 漫画
- あばしり一家（永井豪）
- MORUMO 1/10（あろひろし）
- Spirit of Wonder（鶴田謙二）→アニメ化
- 雲にのる（本宮ひろ志）
- 岸和田博士の科学的愛情（トニーたけざき）
- SMILE（ZERRY藤尾）
- COLORFUL（岸虎次郎）→アニメ化
- 虹色仮面（高口里純）
- 少年濡れやすく恋成りがたし（高口里純）
- そらのおとしもの（水無月すう）→アニメ化
- ミカるんX（高遠るい）
- ちづる奇譚　第３巻(千之ナイフ)
- A.C.D.C.II(かゆらゆか)
- 精霊特捜フェアリィセイバー W 淫魔狩り　第３章 海獣大決戦!!（上藤政樹）
- 神のみぞ知るセカイ（若木民喜）
- 超弩級少女4946（東毅）
- 進撃の巨人（諫山創）
- まりかセヴン（伊藤伸平）
- 七つの大罪（鈴木央）→アニメ化
- 僕のヒーローアカデミア（堀越耕平）→アニメ化
- 大攻者ナギ（加遠宏伸）
- おにでか!（矢寺圭太）
- 大きい女の子は好きですか? 第３巻(愛染 五郎)
- 巨大(スーパー)そに子の不便な日常（綿貫ろん）
- GIGANT(奥浩哉)
- 地獄先生ぬ～べ～ＮＥＯ(原作：真倉翔　漫画：岡野剛)「♯96七尋女」｢♯108,109童守町は大乱戦　前,後編｣：吉田よしの
- ゆらぎ荘の幽奈さん(ミウラタダヒロ)「レッツファイト！ゆらぎ荘②③」：宮崎 千紗希
- ポンコツちゃん検証中(福地翼)「検証その４　大きな夢咲さん」：夢咲舞落
- 魔都精兵のスレイブ  (原作：タカヒロ、漫画：竹村洋平) ：駿河 朱々（するが しゅしゅ）→アニメ化
- ONE PIECE(尾田栄一郎)：しらほし姫等
- 魔法少女にあこがれて (小野中彰大)：シスタギガント、マジアマゼンタ →アニメ化
- DARKNESS HEELS ―Lili―(綱島志朗)：リリ･アーカイヴ
- ジャイアントお嬢様(肉村Q)：富士動機子(ふじどうおりこ)
- ちっちゃい島のでっかいガール(あおいましろう)：藤田みくる
- 英雄教室(原作：新木 伸　作画：岸田こあら) ｢第47章クレア･マウンテン｣：クレア
- わからせ♡デカメイドちゃん(うるうる)｢9話大進撃！巨娘メイドちゃん」：月見エル
- 少女70M(岩田ナヲヤ)：黒部ヒナコ
- ちえりの恋は8メートル(ミトガワワタル):大峰ちえり,七海音色

### アニメ
- マクロスシリーズ（ゼントラーディ）クラン大尉
- ふしぎの国のアリス（アリス）
- ななこSOS（すーぱーがーる・ななこ）
- 絶対無敵ライジンオー（第43話「超巨大れいこ出現!」：池田 れいこ）
- 愛と勇気のピッグガール とんでぶーりん（第48話「悪の花園が笑うとき」：黒羽 競子）
- モジャ公（第35話「カビカビ大作戦」：河野 みき）
- こどものおもちゃ（第90話「メカハヤマハハハハハハヤマ」：倉田 紗南）
- ジャングルDEいこう!（ミイ）
- みすて♡ないでデイジー（第3話「科学のココロは恋心!!」：松沢 ひとみ）
- 時空探偵ゲンシクン（第21話「オリンピックに出マスルン?」：大和 ソラ）
- どっきりドクター（第18話「なに?! 保健室に美女がいっぱい!!」：小泉 みゆき）
- カードキャプターさくら（第31話「さくらと名前のない本」：木之本 桜）
- 魔法使いTai!（第12話「タコと、稲妻と、ミッキー先輩」：愛川 茜）
- トラブルチョコレート（第13話「デボラVSメカデボラ」：デボラ）
- BRIGADOON まりんとメラン（第21話「萌葱色、永遠に…」：如月 萌）
- ギャラクシーエンジェル・第2期（第4話「びっくり点心」：ミルフィーユ・桜葉）
- 円盤皇女ワるきゅーレ 十二月の夜想曲（第1話「時の鍵」：ハイドラ）
- BURN-UP SCRAMBLE（第8話「大銀河からの超メッセージ」：甲子園 利緒）
- ケロロ軍曹（第57話「巨大カエル対南海の大怪獣 であります」）
- UG☆アルティメットガール（アルティメットガール）
- 夢使い（第10話「美砂子、出動する」：パイパイ）
- ネギま!?（第20話「大きいと大味だって言うけど、実はそうでもないんだよ」：エヴァンジェリン・A・K・マクダウェル）
- おねがいマイメロディ すっきり♪（第33話「ヘロヘロですっきり!?」：夢野 歌）
- 【俗・】さよなら絶望先生（第4話「路傍の絵師」：木津 千里）
- 地獄少女 三鼎（第14話「怨みの街角」：閻魔 あい）
- モンスターVSエイリアン（スーザン・マーフィー／ジャイノミカ）
- そらのおとしもの(「劇場版 そらのおとしもの 時計じかけの哀女神」：見月 そはら)
- ジュエルペット サンシャイン（第50話「ダークジュエル大戦でイェイッ!」：浅香 ひなた）
- 閃乱カグラ ESTIVAL VERSUS -水着だらけの前夜祭-（両奈）
- VALKYRIE DRIVE -MERMAID-（第5話「ジャイアント・ガール、リトル・ハート」：未弐見 にみ）
- クイーンズブレイド グリムワール（第1話 「覚醒、赤頭巾の魔狩人」：アリシア）
- ラグナストライクエンジェルズ（第4話以降）
- 映画 スマイルプリキュア! 絵本の中はみんなチグハグ!（シンデレラ）

### 特撮
- 妖怪巨大女
- ウルトラマン（第33話「禁じられた言葉」：フジ隊員）
- ウルトラマンタロウ（第39話「ウルトラ父子餅つき大作戦!」：南夕子）
- 星獣戦隊ギンガマン（第39話「心のマッサージ」：サヤ）
- デスカッパ
- アタック・オブ・ザ・ジャイアントウーマン
- 古代少女隊ドグーンV（第10話「妖怪 巨大団地妻」：ドグちゃん）
- 全裸巨大少女(はるか悠)　※アダルトビデオ
- 態度のデカい幼馴染のイジメっこギャルを巨大化させて全裸羞恥VR 大きくなりすぎて…身長40mに！？(今井夏帆)　※アダルト･VR
- ウルトラマンオーブ(第11話「大変!ママが来た!」：玉響姫)
- ウルトラマンルーブ(第18話「明日なき世界」：美剣サキ )
- シン･ウルトラマン(浅見 弘子)
- 空想科学巨大ヒロイン ソフィール2023(菊池まや)

### ゲーム
- パロディウスだ! ～神話からお笑いへ～（コナミ）
- THE 大美人（ディースリー・パブリッシャー）
- Dangel（ミンク）※アダルトゲーム
- こんな魔法少女…アタシはレミィ（WINTERS）※アダルトゲーム
- 閃乱カグラ2 -真紅-
- 閃乱カグラ PEACH BEACH SPLASH（マーベラス）
- でか☆むす（GREE、Mobage）
- 武想少女隊ぶれいど☆ブライダーズ
- MELTY BLOOD
- モンスター娘TD(ジャイアント娘メロン，フロストジャイアント娘ナルケパフネ)
- SAEKO: Giantess Dating Sim

### 小説
- ヴァルキュリアの機甲（ゆうきりん）
- MM9（山本弘）
- 空想科学少女リカ（岡崎弘明・柳田理科雄
- コビトとハイヒール: マクロフィリア＆ アルトカルシフィリア（葉桜夏樹)

### パフォーマンス
- スルタンの象と少女（演出・パフォーマンス：ロワイヤル・ド・リュクス、人形：ラ・マシン）